# Literarisches Zentralblatt für Deutschland
Literarisches Zentralblatt für Deutschland, var en tysk bibliografisk tidskrift i Tyskland, utgiven i Leipzig.
Tidskriften grundades 1850, nedlades 1944 och utgavs från 1919 av Börsenverein der deutschen Buchhändler.